# Tegelön

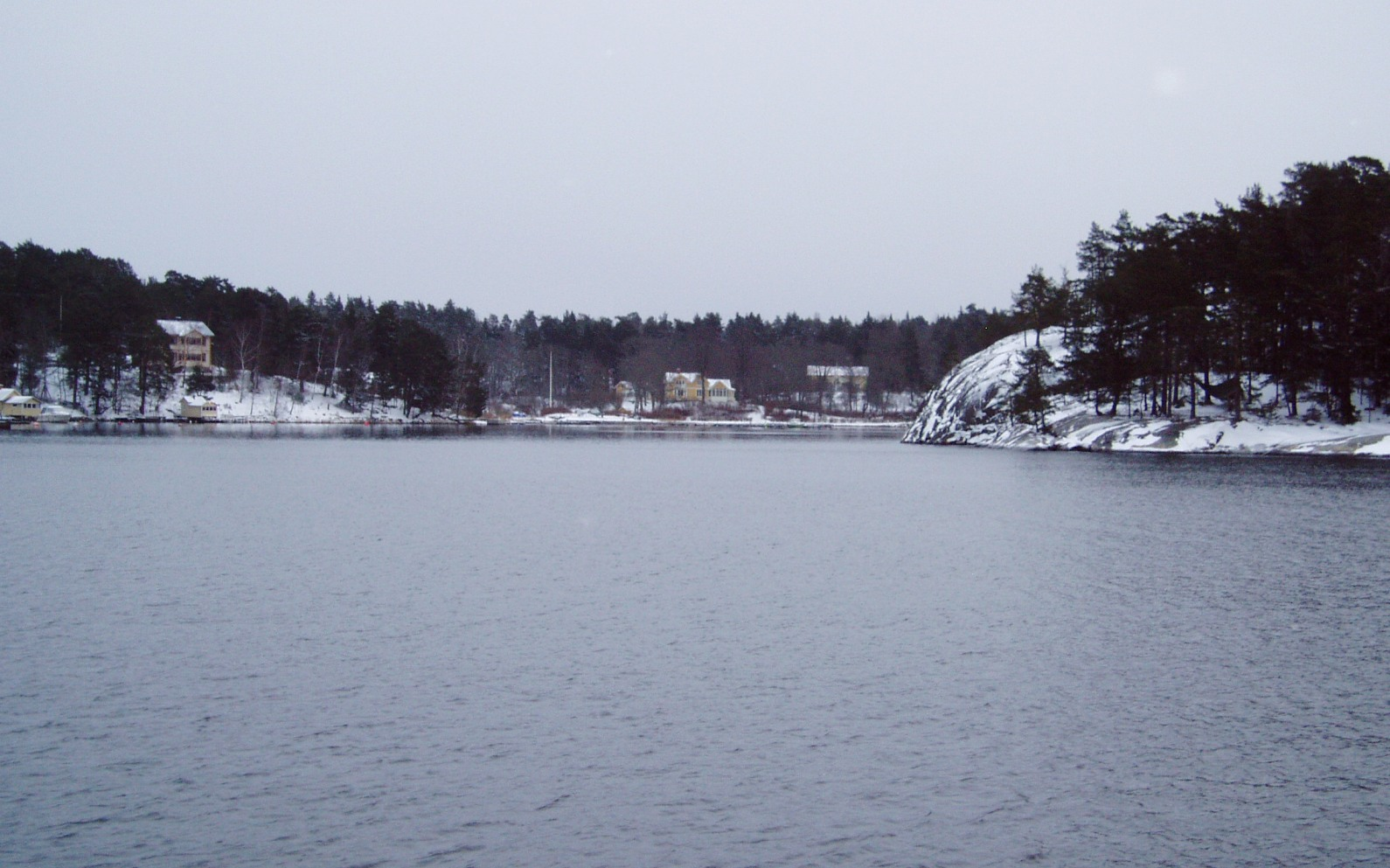
Vy från Vikingshill mot Tegelön (vänster) och Getholmen (höger).

Tegelön är en ö i den ostliga delen av Höggarnsfjärden söder om Vaxholm i Stockholms inre skärgård. Ön ligger norr om Ormingelandet i Nacka kommun strax öster om Stockholm. Tegelön nås med skärgårdsbåt från Vaxholm och Strömkajen i Stockholm.
År 2005 hade Tegelön 24 fasta invånare och har dessutom många fritidsboende. Ön, som har tillhört Velamsunds säteri, har tidigare kallats bland annat Knarrnäsön och Maderön. Det nuvarande namnet är kopplat till ett tegelbruk som fanns på ön under 1600- och 1700-talen. Under 1600-talet fanns även en krog på ön.